# Actes de l'Athos
Поредицата Actes de l'Athos (Архивите на Атон) е първообраз на съвременното френско научно издание Archive de l'Athos.
Издаването на Actes de l'Athos започва в Санкт Петербург в началото на XX век като приложение към научното списание „Византийский временник“. Основният език на изданието е френски, в него са поместени документи от атонските манастири на гръцки и на славянски език. До Октомврийската революция от 1917 г. и временното спиране на изданието излизат няколко тома с документи от Света гора.